# محافظة سان كريستوبال
محافظة سان كريستوبال هي إحدى محافظات جمهورية الدومينيكان،عاصمتها سان كريستوبال (جمهورية الدومينيكان).